# Héla
A Héla női név görög eredetű, pontos jelentése vitás, talán napocska, fényes, sugárzó.
Valószínűleg a görög heliosz (nap) szó származéka, keletkezett ez a név.
Héliosz (Ἥλιος) a mindent látó fényes Nap istene a görög mitológiában. Ennek becéző alakja a Héla.
Héliosz minden reggel útra kel Keletre nővére, Éósz a ("Hajnal") nyomán, tüzes szekerét szárnyas paripák röpítik az égbolton, ezen az úton Hémera kíséri végig. A szekeret húzó négy ló neve: Aithón („az égő”), Phlégón („a lángoló”), Piróusz („a tüzes”) és Éóusz („a korai”). Estére elérkezik az óceánhoz, itt Heszperia jelenti be a szerencsés megérkezést, majd lovait megfüröszti, ő maga pedig pihenőre tér aranyos palotájában.
Több mítosz fűződik mindent látásához. Ő vette észre Arész és Aphrodité szerelmét, s figyelmeztette Héphaisztoszt. Egyedül ő tudta megmondani Démétérnek ki rabolta el a lányát, Perszephonét.

## Névnapok
- Héla: április 23., július 31.

## Gyakorisága
Héla név 2000-es években nem szerepelnek a 100 leggyakoribb női név között.